# Парк (Њујорк)
Парк (енгл. Parc) насељено је место без административног статуса у америчкој савезној држави Њујорк.

## Демографија
По попису из 2010. године број становника је 254, што је 200 (370,4%) становника више него 2000. године.
| Група             | 2000.      | 2010.       |
| Белци             | 50 (92,6%) | 180 (70,9%) |
| Афроамериканци    | 1 (1,9%)   | 59 (23,2%)  |
| Азијати           | 1 (1,9%)   | 2 (0,8%)    |
| Хиспаноамериканци | 0 (0,0%)   | 19 (7,5%)   |
| Укупно            | 54         | 254         |